# Michael Almereyda
Michael Almereyda (Overland Park, Kansas, 7 d'abril de 1959) és un director de cinema, guionista i productor de cinema nord-americà.

## Treball primerenc
Almereyda va estudiar història de l'art a Harvard però va abandonar els estudis després de tres anys per dedicar-se al cinema. Va adquirir un agent de Hollywood gràcies a un guió especificat sobre Nikola Tesla. La seva primera pel·lícula com a escriptor/director va ser un curt en blanc i negre autofinançat amb Dennis Hopper, A Hero of Our Time, basat en la novel·la homònima de Mikhaïl Lermontov. Rodada el 1985, es va acabar el 1987 i es va projectar al Festival de Cinema de Sundance de 1992.
Les pel·lícules d'Almereyda varien en molts gèneres, estils i formats. El seu primer llargmetratge, Twister (1989), basat en la novel·la de Mary Robison Oh, va ser una comèdia sobre una família disfuncional del mig-oest. Another Girl Another Planet (1992) va ser una peça romàntica de cambra, un llargmetratge d'una hora en blanc i negre filmat amb una càmera Fisher-Price Pixelvision.
Nadja (1994) va ser una pel·lícula còmica de vampirs rodada en 35 mm amb insercions de Pixelvision, amb la que va guanyar el premi al millor director al XXVIII Festival Internacional de Cinema Fantàstic de Sitges.
Almereyda va dirigir llargmetratges a Nova Orleans anterior i posterior a Katrina: Happy Here and Now (2002) i New Orleans, Mon Amour (2008). El 2004, va dirigir un episodi de la sèrie de HBO Deadwood, el seu treball més recent ha implicat principalment documentals i curtmetratges.
William Eggleston in the Real World (2005) va ser nominat als Premis Gotham al millor documental del Independent Filmmaker Project.
Recentment ha tornat al cinema de ficció amb una adaptació del 2013 de Cymbeline de Shakespeare, un successor espiritual del seu anterior Hamlet. Experimenter (2015), es va basar en la vida de Stanley Milgram, es va estrenar al Festival de Cinema de Sundance i va rebre elogis de la crítica. Marjorie Prime (2017), una pel·lícula de ciència-ficció filosòfica basada en l'obra homònima de Jordan Harrison, es va tornar a projectar a Sundance i va guanyar el premi Sloan Feature Film Prize. Més recentment, ha dirigit un documental sobre Hampton Fancher i ha adaptat el seu guió d'especificacions de Tesla a  una pel·lícula del 2020 del mateix nom.
El2015 Almereyda va rebre el Moving Image Creative Capital Award.

## Filmografia parcial
| - A Hero of Our Time (1985) - Twister (1989) - Another Girl Another Planet (1992) - Nadja (1994) - At Sundance (1995) - The Rocking Horse Winner (1997) - The Eternal (1998) - Hamlet (2000) - Happy Here and Now (2002) - This So-Called Disaster (2004) - William Eggleston in the Real World (2005) - New Orleans, Mon Amour (2008) - Big River Blues (2008) - Tonight at Noon (2009) - Paradise (2009) - The Great Gatsby in Five Minutes (2011) - The Ogre's Feathers (2012) - Skinningrove (2013) - Cymbeline (2014) - Experimenter (2015) - Marjorie Prime (2017) - Escapes (2017) - Tesla (2020) |